# Rupela
Rupela är ett släkte av fjärilar. Rupela ingår i familjen Crambidae.

## Bildgalleri

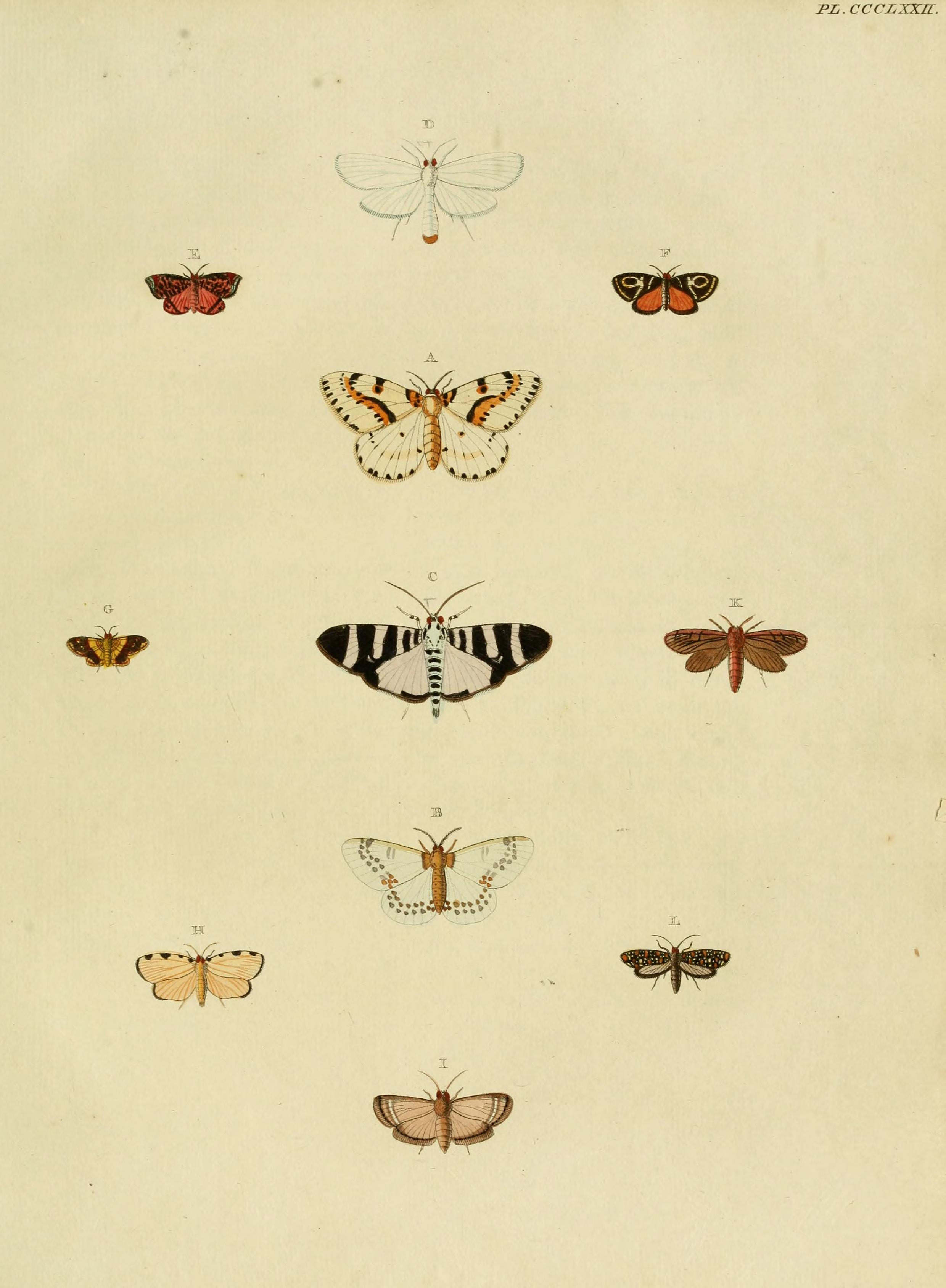
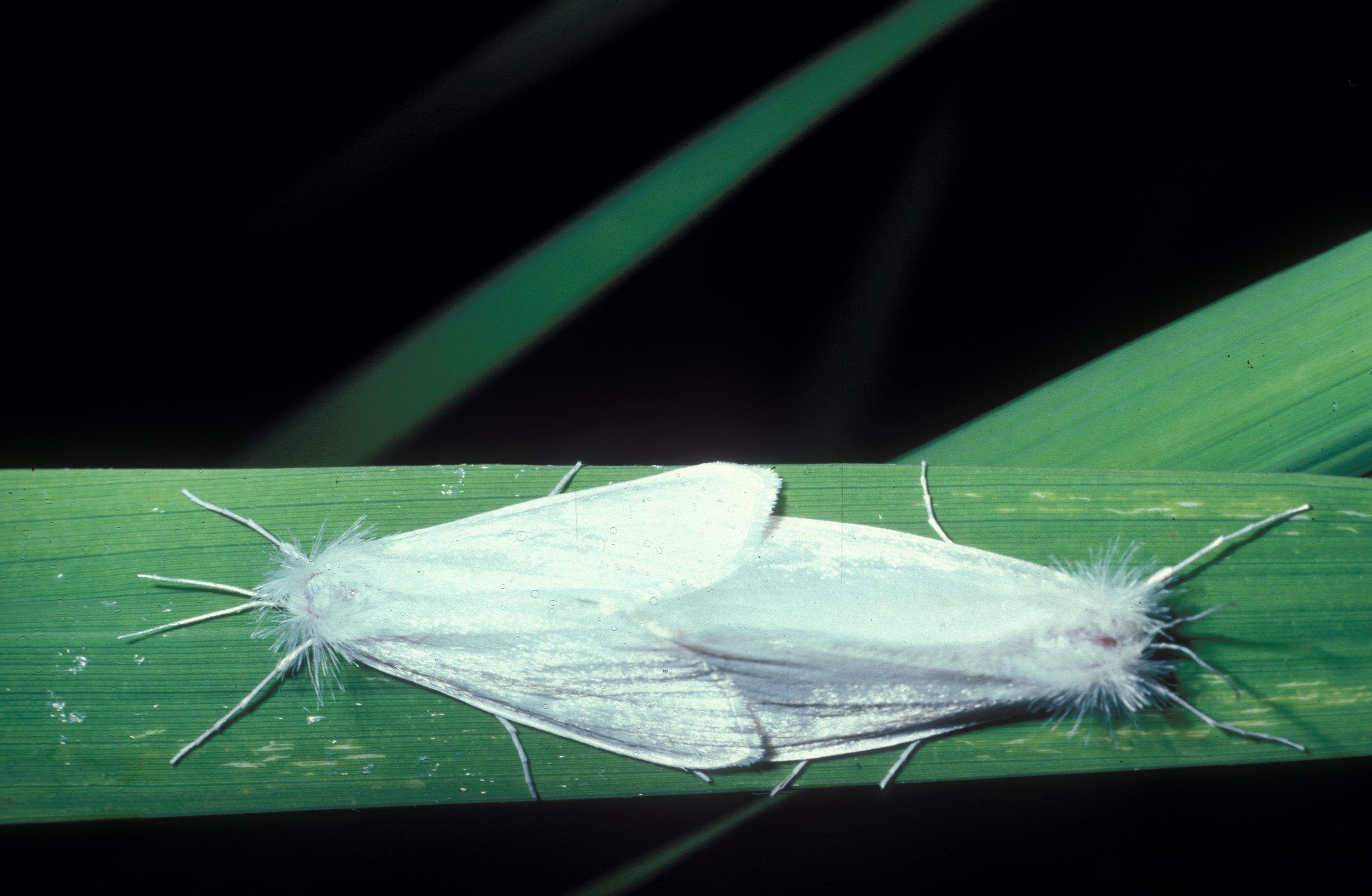

## Dottertaxa tillRupela, i alfabetisk ordning[1]
- Rupela adunca
- Rupela albina
- Rupela albinella
- Rupela antonia
- Rupela bendis
- Rupela candace
- Rupela canens
- Rupela cornigera
- Rupela drusilla
- Rupela edusa
- Rupela faustina
- Rupela gaia
- Rupela gibbera
- Rupela herie
- Rupela holophaealis
- Rupela horridula
- Rupela imitativa
- Rupela jana
- Rupela labeosa
- Rupela lara
- Rupela leucatea
- Rupela liberta
- Rupela longicornis
- Rupela lumaria
- Rupela maenas
- Rupela monstrata
- Rupela nereis
- Rupela nivea
- Rupela orbona
- Rupela pallidula
- Rupela procula
- Rupela saetigera
- Rupela scitula
- Rupela segrega
- Rupela sejuncta
- Rupela spinifera
- Rupela tinctella
- Rupela unicolor
- Rupela vexativa
- Rupela zelleri